# ایریکس
ایریکس (به انگلیسی: IRIX) یک سیستم‌عامل رایانه از خانوادهٔ یونیکس بود که توسط شرکت سیلیکون گرافیک توسعه داده می‌شد. این سیستم‌عامل بر روی سرویس‌دهنده‌ها و ایستگاه‌های کاری معماری میپس اجرا می‌شد. ایریکس بر اساس سیستم ۵ یونیکس با اضافاتی از بی‌اس‌دی بود. ایریکس اولین سیستم‌عاملی بود که از سیستم فایل اکس‌اف‌اس استفاده می‌کرد. آخرین نسخه اصلی ایریکس ۶٫۵ بود که در می ۱۹۹۸ عرضه شد. نسخه‌های جزئی از ایریکس ۶٫۵ هر سه ماه یک بار تا سال ۲۰۰۵ عرضه می‌شدند. ایریکس به صورت گسترده در صنعت پویانمایی رایانه‌ای و گرافیک رایانه استفاده می‌شد.